# Frederic al II-lea, Landgraf de Hesse-Cassel
Frederic al II-lea (germană Landgraf Friedrich II von Hessen-Kassel) (14 august 1720 – 31 octombrie 1785) a fost landraf de Hesse-Kassel din 1760 până în 1785. A domnit ca despot luminat și a strâns bani închiriind soldați Marii Britanii pentru a ajuta în Războiul de Independență al Statelor Unite ale Americii. 

## Primii ani
Frederic s-a născut la Kassel în Hesse, ca fiu al lui Wilhelm al VIII-lea, Landgraf de Hesse-Kassel și a soției acestuia, Dorothea Wilhelmina de Saxa-Zeitz. Bunicul patern a fost Karl I, Landgraf de Hesse-Kassel iar unchiul patern a fost Frederic I al Suediei. Inițial, educația sa a fost încredințată colonelului August Moritz von Donop, apoi din 1726 până în 1733 teologului și filosofului elvețian, Jean-Pierre de Crousaz.

## Căsătorii și copii
La 8 mai 1740, prin procură la Lopndra, și la 28 iunie 1740 în persoană la Kassel, Frederic s-a căsătorit cu Prințesa Mary, fiică a regelui George al II-lea al Marii Britanii și a reginei Caroline de Ansbach. Împreună au avut patru fii:
1. Prințul Wilhelm (25 decembrie 1741 – 1 iulie 1742)
2. Wilhelm I, Elector de Hesse (3 iunie 1743 – 27 februarie 1821)
3. Carol de Hesse (19 decembrie 1744 – 17 august 1836)
4. Prințul Frederic de Hesse (11 septembrie 1747 – 20 mai 1837), tatăl Prințul Wilhelm de Hesse-Kassel și bunicul reginei Louise a Danemarcei.

În decembrie 1745, Frederic a ajuns în Scoția cu 6000 de trupe din Hesse pentru a-l sprijini pe socrul său, George al II-lea al Marii Britanii, care se ocupa de numărul în creștere al iacobiților. Deși el a sprijinit "succesiunea protestantă" în Marea Britanie cu această ocazie, mai târziu, Frederic s-a convertit de la calvinism la catolicism. În februarie 1749 Frederic și tatăl său l-au vizitat pe arhiepiscop-elector din Köln, Clemens August de Bavaria, care l-a primit pe Frederic în Biserica Catolică.
În ciuda eforturi sale în sprijinul tatălui ei, căsătoria lui Frederic cu prințesa britanică nu a fost una fericită. Cuplul a trăit separat începând cu 1747 și s-a separat oficial în 1755. Mary s-a mutat în Danemarca în anul următor, să aibă grijă de copiii surorii ei Louise, regină a Danemarcei și Norvegiei, care a murit în 1751. Ceo trei copii ai cuplului au plecat în Danemarca cu mama lor. Doi dintre ei, inclusiv moștenitorul lui Frederic,  Wilhelm, s-au căsătorit cu prințese daneze, verișoare primare. Fiii mai mici au locuit permanent în Danemarca, la curtea vărului lor; numai Wilhelm s-a întors în Germania să ia în primire moștenirea principatului Hanau. Mai târziu el a devenit Landgraf de Hesse-Kassel.
Mary a murit în 1772 și la 10 ianurie 1773 Frederic s-a recăsătorit cu Philippine von Brandenburg-Schwedt, fiica lui Frederic Wilhelm, Margraf de Brandenburg-Schwedt și a Sophia Dorothea a Prusiei. Din această căsătorie nu s-au născut copii.

## Domnie

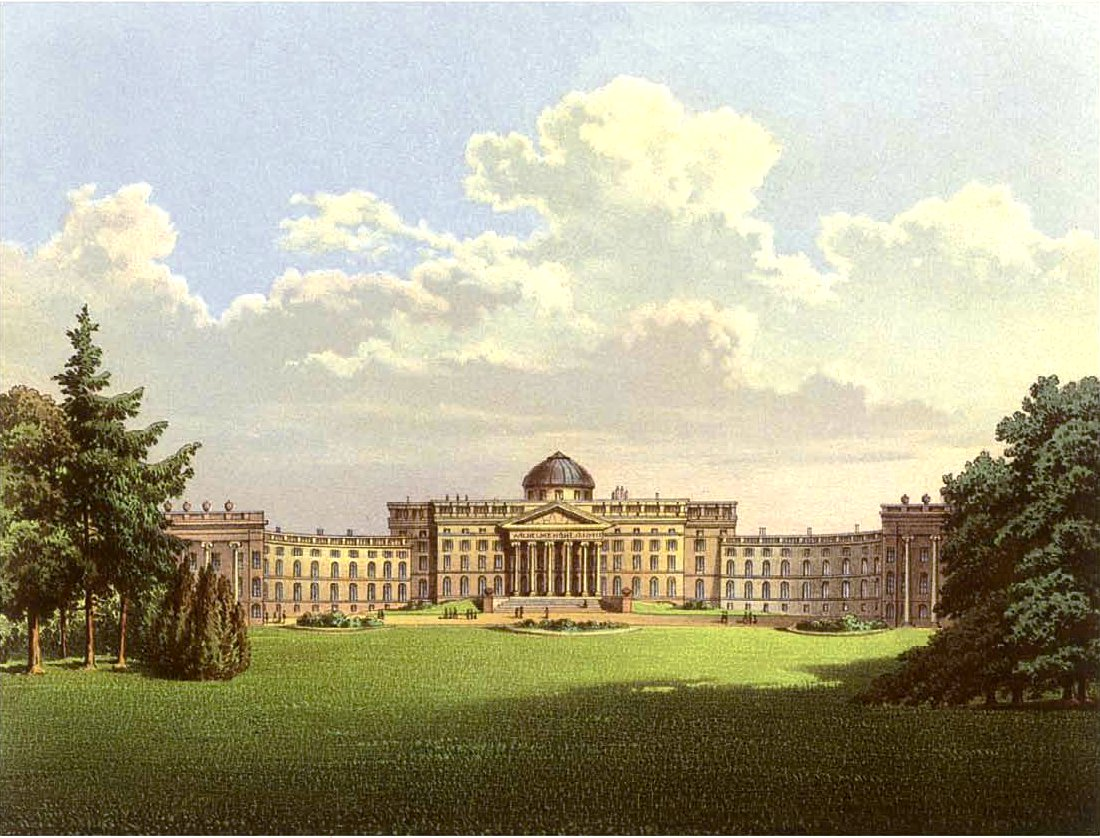
Castelul Weißenstein în 1860.

După ce s-a separat oficial de soția sa în 1755, Frederic a intrat în armata prusacă. În 1760, el i-a succedat tatălui său ca Landgarf de Hesse-Kassel. În ciuda catolicismului lui Frederic, principatul a rămas calvinist iar copiii lui Frederic au fost crescuți ca protestanți în Danemarca.
În timpul secolelor XVII-lea și XVIII-lea era o practică destul de răspândită pentru principatele mai mici să închirieze trupe altor prinți. Cu toate acestea, practica a fost efectuată în exces în Hesse-Kassel, care a menținut 7% din întreaga populație sub arme pe tot parcursul secolului al XVIII-lea.
Frederic a închiriat atât de multe trupe nepotul său, regele George al III-lea al Marii Britanii, pentru a le utiliza în Războiul American de Independență, încât "Hessian" a devenit un termen american pentru toți soldații germani desfășurați  de către britanici în război. Frederic a utilizat veniturile pentru a finanța artele și stilul său de viață opulent. Arhitectul Simon Louis du Ry a transformat pentru Frederic al II-lea orașul Kassel într-o capitală modernă.
Frederic al II-lea a murit în 1785 la Castelul Weißenstein din Kassel. A fost succedat de fiul său cel mare, Wilhelm.